# 喜多須杏奈
喜多須 杏奈（きたず あんな、1990年（平成2年）9月30日 - ）は、徳島県鳴門市出身のボートレーサー。登録第4714号。血液型A型。110期。徳島支部所属。同期に福田宗平、三浦敬太、八十岡恵美らがいる。師匠は佐々木和伸。愛称はズアンナ。

## 来歴
- 徳島県立鳴門高等学校卒業[2]。学生時代は帰宅部であったが、高校2年の時にボートレーサーを目指すも試験に4回不合格となり、20歳で迎えた5回目の受験でようやく合格し、やまと学校（当時）に入所[3]。
- やまと学校時代は気合を入れるために髪を丸刈りにして入所[3]し、リーグ戦勝率5.55（準優出4 優出2）の成績を残して、卒業記念で優勝しやまとチャンプとなった。女子養成員のやまとチャンプは初。本栖チャンプ時代を含めても同じ徳島県出身の横西奏恵以来、17年ぶりの快挙[4]。
- 2012年3月17日選手登録。
- 2012年5月16日からボートレース鳴門で開催された 一般戦「第42回サンケイスポーツ杯」初日第1Rに出走[5]し、デビュー。（5着）
- 2013年5月2日からボートレース鳴門で開催された 一般戦「第23回日本モーターボート選手会会長杯」4日目第2Rで6号艇5コースからまくり差しを決めて勝利[6]し、122走目で初勝利を飾る[7]。
- 2014年、ボートレース鳴門の準地元スター候補に選出[8]。
- 2016年11月22日、2歳年上の一般会社員と婚姻届を提出[9]。結婚式は10月22日に開催された。
- 2018年1月23日からボートレース下関で開催された 一般戦「ビーナスシリーズ 第11戦日本スポーツエージェントカップ」6日目（最終日）第12R優勝戦に出走[10]し、デビュー初優出を果たす。（3着）
- 2020年8月5日からボートレース多摩川で開催された G1「第34回レディースチャンピオン」初日第1Rに出走[11]し、G1初出走を果たす。（3着）
- 2020年9月17日からボートレースびわこで開催された G1「第7回ヤングダービー」初日第2Rに出走し、1号艇1コースから逃げを決めて勝利[12]し、G1初勝利を飾る。

## 人物
- 趣味は釣り、ゴルフ、コスプレ[13]、料理[1]。特にコスプレは清水沙樹と並び「競艇界の二大コスプレレーサー」の異名をとる。
  - 一方で、本人は自身を「風呂にも入りたくないくらいの面倒くさがり」と評している[14]。
- 夫とはアニメバーで知り合ったが、この時は魔法少女まどか☆マギカの巴マミのコスプレをして出かけたという[14]。
- 当初は自身の職業を看護師と偽っていたが、交際当時の夫が競艇をしており、本人が出走しているレースをたまたま見たことで嘘がばれたという[14]。なお、夫は結婚を機に競艇をやめたものの、その後はパチンコにはまっているようである[14]。

## 戦績
- 出走回数：1843回
- 1着回数：170回
- 優出回数：10回
- 優勝回数：0回
- フライング(F)回数：15回
- 出遅れ(L)回数：0回
- 通算勝率：4.42
- 2連対率：22.95
- 3連対率：40.48
- 生涯獲得賞金：112,904,481円